# Rimsko osvajanje Britanije
Rimsko osvajanje Britanije započelo je godine 43. kada se rimska vojska pod zapovjedništvom cara Klaudija iskrcala na područje današnje južne Engleske, pokorila tamošnja britska plemena i uspostavila trajnu rimsku vlast. U sljedećih nekoliko desetljeća, područje pod rimskom vlašću se proširilo na zapad u današnji Wales te na sjever prema današnjoj Škotskoj. Rimska osvajanja su, pak, okončana kada je godine 122. započela izgradnja Hadrijanovog zida, koji je postao dio limesa, a područja sjeverno od njega su ostavljena barbarskim domorodcima.
Nepuni vijek prije Klaudijevog pohoda, Gaj Julije Cezar je za vrijeme galskih ratova godine 55. i 54. pr. Kr. poduzeo dva kratka pohoda na Britaniju, pri čemu je potonji rezultirao nominalnom uspostavom rimske vlasti preko klijentskog britskog kralja.
Osvajanjem ovih krajeva stvorili su se preduvjeti za romanizaciju i stvaranje kulture romaniziranih Brita.